# Кюёрелях
Кюёрелях, также пишется как Кюерелях (якут.  ) — село в Горном улусе Якутии России. Административный центр и единственный населённый пункт Октябрьского наслега.

## География
Село расположено в центральной части Якутии. Расстояние до улусного центра — села Бердигестях — 68 км.
Уличная сеть состоит из 8 географических объектов: ул. Д.Жирковой, ул. Лесная, ул. Молодёжная, ул. Октябрьская, ул. П. Аввакумова, ул. С.Коврова, ул. Хомустахская, ул. Школьная.

## История
Согласно Закону Республики Саха (Якутия) от 30 ноября 2004 года N 173-З N 353-III  село возглавило Октябрьский наслег.

## Население
| 2002 | 2010 | 2012 | 2013 | 2014 | 2015 |
| ---- | ---- | ---- | ---- | ---- | ---- |
| 573  | ↘541 | ↗542 | ↗553 | ↘551 | ↘539 |
| 2016 | 2017 | 2018 | 2019 | 2020 | 2021 |
| ↗543 | ↗551 | ↘544 | ↘529 | ↘527 | ↗539 |

Национальный состав
Большинство жителей якуты.

## Экономика
Развиты мясо-молочное скотоводство и мясное табунное коневодство.

## Инфраструктура
Памятник-бюст снайперу Степану Коврову (Прокопьев С. К.,  В. Бочкарев, архитектор И. Лепчиков, 1995, железобетон).
Село газифицировано.
Кюереляхская средне-общеобразовательная школа им. Степана Коврова.
Отделение почты.
Больница.
Модульная библиотека.
Администрация МО "Октябрьский наслег"
Центр досуга

## Транспорт
К селу идёт строящаяся автодорога «Кобяй».

## Люди, связанные с селом
- Ковров, Степан Гурьевич ― участник Великой Отечественной войны, снайпер и разведчик. На его личном боевом счету – 30 уничтоженных солдат и офицеров противника[18]. 15 апреля 2005 года Указом Президента Республики Саха (Якутия) В. Штырова Кюереляхской средней школе присвоено имя Степана Коврова[19].